# Pastwisko (Morawica)
Pastwisko – część wsi Morawica w Polsce, położona w województwie małopolskim, w powiecie krakowskim, w gminie Liszki.
W latach 1975–1998 Pastwisko administracyjnie należało do województwa krakowskiego.